# Heliophanus simplex
Heliophanus simplex este o specie de păianjeni din genul Heliophanus, familia Salticidae, descrisă de Simon, 1868. Conform Catalogue of Life specia Heliophanus simplex nu are subspecii cunoscute.